# Équipe du Portugal de football à la Coupe du monde 2010
Cet article relate le parcours de l'équipe du Portugal lors de la Coupe du monde de football 2010 organisée en Afrique du Sud du 11 juin au 11 juillet 2010.

## Résumé
Carlos Queiroz est nommé en juillet 2008 en remplacement de Scolari. Après l'Euro 2008, le Portugal prend part aux éliminatoires de la coupe du monde de football 2010. Après une victoire facile contre Malte (4-0), il aligne trois contre-performances en étant battu chez elle par le Danemark (2-3) et tenu en échec par la Suède et l'Albanie, avant d'être sèchement battu par le Brésil (6-2) le 19 novembre 2008 en match amical. Après ces débuts difficiles, la Selecção parvient à arracher son ticket pour les barrages aux dépens de la Suède, grâce un match nul au Danemark (1-1), deux victoires contre la Hongrie (0-1, 3-0) et à un succès à domicile contre Malte (4-0). Le Portugal bat deux fois la Bosnie-Herzégovine sur le score de 1-0 en barrages et se qualifie pour la Coupe du monde, non sans frayeur, les Bosniens touchant en effet par deux fois les montants des cages portugaises au match aller.

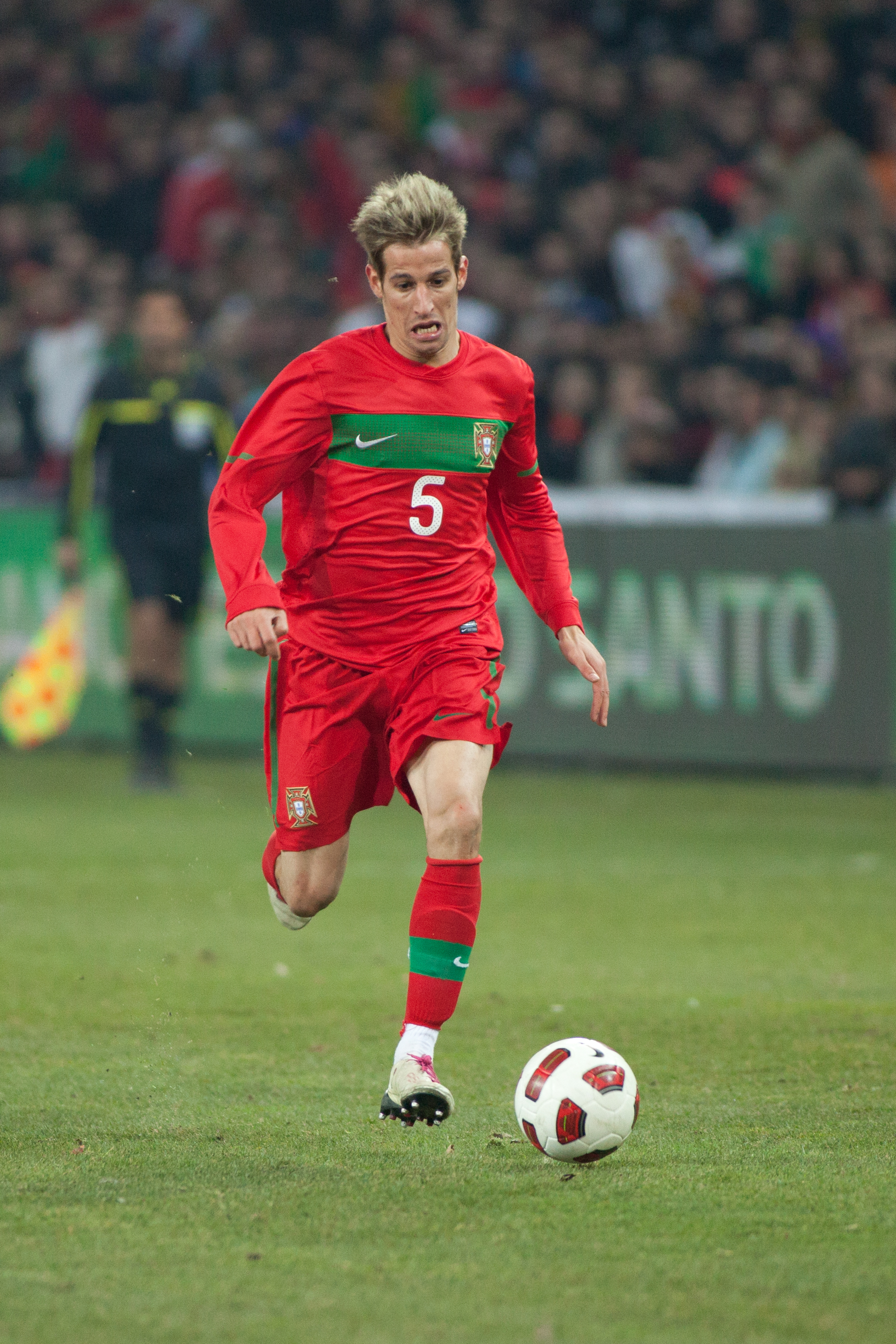
Coentrão la révélation Portugaise du Mondial 2010.

À la suite de leur qualification au mondial 2010, les Black Eyed Peas soutiennent officiellement la sélection portugaise car la Fédération Portugaise de Football avait utilisé leur chanson "I Gotta Feeling" comme « hymne » de l'équipe du Portugal pour la phase de qualification. Dans une vidéo, on aperçoit les quatre membres du groupe de hip-hop américain félicitant le Portugal de s'être qualifié et Will.i.am conclut par "I Gotta Feeling, that Portugal win the World Cup! Good luck" ("Je sens que le Portugal va gagner la Coupe du monde! Bonne chance").
Le 4 décembre 2009, le tirage au sort de la coupe du monde place le Portugal dans le groupe G - appelé alors "le groupe de la mort" - en compagnie du Brésil, de la Corée du Nord et de la Côte d'Ivoire.
Le Portugal commence sa préparation par une victoire 2-0 contre la Chine le 3 mars avant de faire un nul 0-0 peu convaincant le 24 mai contre le Cap-Vert. Mais par la suite, le Portugal finit sa campagne de préparation par deux victoires 3-1 et 3-0 respectivement le 1er juin contre le Cameroun et le 8 juin contre le Mozambique.
Au moment de débuter de la Coupe du monde 2010, le Portugal figure sur le podium du classement FIFA à la troisième place. En Afrique du Sud, le Portugal est d'abord tenu en échec par la Côte d'Ivoire (0-0) avant d'infliger une correction (7-0) à la Corée du Nord le 21 juin 2010, faisant ainsi un grand pas vers la qualification. Le Portugal affronte lors de la troisième journée l'autre favori du groupe, le Brésil, à Durban le 29 juin. Les deux équipes se séparent sur le score de 0-0, elles sont les deux qualifiées du groupe. Le Portugal affronte ensuite l'Espagne en huitièmes de finale dans le choc entre les deux équipes de la Péninsule Ibérique. Il s'incline (1-0) sur un but de David Villa et est éliminé.

## Effectif
Le 11 mai 2010, Carlos Queiroz dévoile une liste de vingt-quatre joueurs pré-sélectionnés pour participer à la compétition. Le 1er juin 2010, il écarte Zé Castro après que le défenseur Pepe a reçu le feu vert du corps médical pour sa participation au Mondial. Le 8 juin 2010, la sélection enregistre le forfait de Nani, victime d'une blessure à l'épaule gauche et par conséquent, Rúben Amorim, le joueur du benfica, le remplace.
| Numéro / Nom       | Numéro / Nom      | Équipe                   | Sél. (but)      | Date de naissance | J.              |                 |                 |                 |                 |
| Gardiens de but    | Gardiens de but   | Gardiens de but          | Gardiens de but | Gardiens de but   | Gardiens de but | Gardiens de but | Gardiens de but | Gardiens de but | Gardiens de but |
| ------------------ | ----------------- | ------------------------ | --------------- | ----------------- | --------------- | --------------- | --------------- | --------------- | --------------- |
| 22                 | Beto              | FC Porto                 | 1 (0)           | 1er mai 1982      | 0               | 0               | 0               | 0               | 0               |
| 1                  | Eduardo           | Sporting Braga           | 18 (0)          | 19 septembre 1982 | 3               | 0               | 0               | 0               | 0               |
| 12                 | Daniel Fernandes  | Iraklis Thessalonique    | 2 (0)           | 21 septembre 1983 | 0               | 0               | 0               | 0               | 0               |
| Défenseurs         |                   |                          |                 |                   |                 |                 |                 |                 |                 |
| 2                  | Bruno Alves       | FC Porto                 | 34 (5)          | 27 novembre 1981  | 3               | 0               | 0               | 0               | 0               |
| 23                 | Fábio Coentrão    | Benfica Lisbonne         | 7 (3)           | 11 mars 1988      | 3               | 0               | 0               | 0               | 0               |
| 5                  | Duda              | Málaga CF                | 19 (1)          | 27 juin 1980      | 2               | 0               | 0               | 0               | 0               |
| 13                 | Miguel            | Valence CF               | 58 (1)          | 4 janvier 1980    | 1               | 0               | 0               | 0               | 0               |
| 3                  | Paulo Ferreira    | Chelsea FC               | 61 (0)          | 18 janvier 1979   | 1               | 0               | 0               | 0               | 0               |
| 15                 | Pepe              | Real Madrid              | 25 (2)          | 26 février 1983   | 1               | 0               | 0               | 0               | 0               |
| 6                  | Ricardo Carvalho  | Chelsea FC               | 63 (4)          | 18 mai 1978       | 3               | 0               | 0               | 0               | 0               |
| 21                 | Ricardo Costa     | Lille OSC                | 8 (0)           | 16 mai 1981       | 1               | 0               | 0               | 0               | 0               |
| 4                  | Rolando           | FC Porto                 | 10 (0)          | 31 août 1985      | 0               | 0               | 0               | 0               | 0               |
| Milieux de terrain |                   |                          |                 |                   |                 |                 |                 |                 |                 |
| 20                 | Deco              | Chelsea FC               | 74 (5)          | 27 août 1977      | 1               | 0               | 0               | 0               | 0               |
| 16                 | Raul Meireles     | FC Porto                 | 35 (5)          | 17 mars 1983      | 3               | 1               | 0               | 0               | 0               |
| 17                 | Rúben Amorim      | Benfica Lisbonne         | 0 (0)           | 27 janvier 1985   | 1               | 0               | 0               | 0               | 0               |
| 8                  | Pedro Mendes      | Sporting CP              | 10 (0)          | 26 février 1979   | 3               | 0               | 0               | 0               | 0               |
| 19                 | Tiago             | Atlético Madrid          | 50 (1)          | 2 mai 1981        | 3               | 2               | 1               | 0               | 0               |
| 14                 | Miguel Veloso     | Sporting CP              | 12 (1)          | 11 mai 1986       | 2               | 0               | 0               | 0               | 0               |
| Attaquants         |                   |                          |                 |                   |                 |                 |                 |                 |                 |
| 10                 | Danny             | Zénith Saint-Pétersbourg | 11 (2)          | 7 août 1983       | 2               | 0               | 0               | 0               | 0               |
| 18                 | Hugo Almeida      | Werder Brême             | 27 (9)          | 23 mai 1984       | 1               | 1               | 0               | 0               | 0               |
| 9                  | Liédson           | Sporting CP              | 10 (3)          | 17 décembre 1977  | 2               | 1               | 0               | 0               | 0               |
| 7                  | Cristiano Ronaldo | Real Madrid              | 72 (22)         | 5 février 1985    | 3               | 1               | 1               | 0               | 0               |
| 11                 | Simão             | Atlético Madrid          | 81 (21)         | 31 octobre 1979   | 3               | 1               | 0               | 0               | 0               |
| Sélectionneur      |                   |                          |                 |                   |                 |                 |                 |                 |                 |
|                    | Carlos Queiroz    |                          |                 | 1er mars 1953     |                 |                 |                 |                 |                 |
| Réserve            |                   |                          |                 |                   |                 |                 |                 |                 |                 |
|                    | Rui Patrício      | Sporting CP              | 0 (0)           | 15 février 1988   | 0               | 0               | 0               | 0               | 0               |
|                    | Moutinho          | Sporting CP              | 26 (1)          | 8 septembre 1986  | 0               | 0               | 0               | 0               | 0               |
|                    | Manuel Fernandes  | Valence CF               | 4 (1)           | 5 février 1986    | 0               | 0               | 0               | 0               | 0               |
|                    | Makukula          | Kayserispor              | 4 (1)           | 4 mars 1981       | 0               | 0               | 0               | 0               | 0               |
|                    | Eliseu            | Real Saragosse           | 2 (0)           | 1er août 1983     | 0               | 0               | 0               | 0               | 0               |
|                    | Zé Castro         | Deportivo La Corogne     | 1 (0)           | 13 janvier 1983   | 0               | 0               | 0               | 0               | 0               |
| Blessé             |                   |                          |                 |                   |                 |                 |                 |                 |                 |
| 17                 | Nani              | Manchester United        | 34 (6)          | 17 novembre 1986  | 0               | 0               | 0               | 0               | 0               |

 = capitaine --  Gardien de butDéfenseurMilieu de terrainAttaquantSélectionneur

## Qualifications

### Groupe 1
| Rang | Équipe   | Pts | J  | G | N | P | Bp | Bc | Diff |  | Résultats (▼ dom., ► ext.) |     |     |     |     |     |     |
| ---- | -------- | --- | -- | - | - | - | -- | -- | ---- |  | -------------------------- | --- | --- | --- | --- | --- | --- |
| 1    | Danemark | 21  | 10 | 6 | 3 | 1 | 16 | 5  | +11  |  | Danemark                   |     | 1-1 | 1-0 | 0-1 | 3-0 | 3-0 |
| 2    | Portugal | 19  | 10 | 5 | 4 | 1 | 17 | 5  | +12  |  | Portugal                   | 2-3 |     | 0-0 | 3-0 | 0-0 | 4-0 |
| 3    | Suède    | 18  | 10 | 5 | 3 | 2 | 13 | 5  | +8   |  | Suède                      | 0-1 | 0-0 |     | 2-1 | 4-1 | 4-0 |
| 4    | Hongrie  | 16  | 10 | 5 | 1 | 4 | 10 | 8  | +2   |  | Hongrie                    | 0-0 | 0-1 | 1-2 |     | 2-0 | 3-0 |
| 5    | Albanie  | 7   | 10 | 1 | 4 | 5 | 6  | 13 | -7   |  | Albanie                    | 1-1 | 1-2 | 0-0 | 0-1 |     | 3-0 |
| 6    | Malte    | 1   | 10 | 0 | 1 | 9 | 0  | 26 | -26  |  | Malte                      | 0-3 | 0-4 | 0-1 | 0-1 | 0-0 |     |

### Barrages
| Équipe 1 | Résultat | Équipe 2           | Aller | Retour |
| -------- | -------- | ------------------ | ----- | ------ |
| Portugal | 2 - 0    | Bosnie-Herzégovine | 1 - 0 | 1 - 0  |

## Préparation
| Match amical                            | Portugal                      | 2-0   | Chine | Stade municipal de Coimbra, Coimbra, Portugal |  |
| 3 mars 2010 · Historique des rencontres | Almeida 36e · Liédson 95 + 5e | (1-0) |       |                                               |  |

| Match amical                            | Portugal | 0-0   | Cap Vert | Complexo Desportivo da Covilhã, Covilhã, Portugal |  |
| 24 mai 2010 · Historique des rencontres |          | (0-0) |          |                                                   |  |

| Match amical                              | Portugal                   | 3-1   | Cameroun | Complexo Desportivo da Covilhã, Covilhã, Portugal |  |
| 1er juin 2010 · Historique des rencontres | Meireles 32e 47e, Nani 81e | (1-0) | Webo 69e |                                                   |  |

| Match amical                            | Portugal                        | 3-0   | Mozambique | Wanderers Stadium, Johannesbourg, Afrique du Sud |  |
| 8 juin 2010 · Historique des rencontres | Danny 52e, Hugo Almeida 75e 83e | (0-0) |            |                                                  |  |

## Coupe du monde

### Premier tour - groupe G
|   | Équipe        | Pts | J | G | N | P | BP | BC | Diff |
| - | ------------- | --- | - | - | - | - | -- | -- | ---- |
| 1 | Brésil        | 7   | 3 | 2 | 1 | 0 | 5  | 2  | +3   |
| 2 | Portugal      | 5   | 3 | 1 | 2 | 0 | 7  | 0  | +7   |
| 3 | Côte d'Ivoire | 4   | 3 | 1 | 1 | 1 | 4  | 3  | +1   |
| 4 | Corée du Nord | 0   | 3 | 0 | 0 | 3 | 1  | 12 | -11  |

| 15 juin | Côte d'Ivoire | 0 - 0 | Portugal      |
| 15 juin | Brésil        | 2 - 1 | Corée du Nord |
| 20 juin | Brésil        | 3 - 1 | Côte d'Ivoire |
| 21 juin | Portugal      | 7 - 0 | Corée du Nord |
| 25 juin | Corée du Nord | 0 - 3 | Côte d'Ivoire |
| 25 juin | Portugal      | 0 - 0 | Brésil        |

#### Côte d'Ivoire - Portugal
| Match 13                                                 | Côte d'Ivoire | 0 - 0   | Portugal | Nelson Mandela Bay Stadium, Port Elizabeth                             |                                                                        |
| 15 juin 2010 · 16:00 (UTC+2) · Historique des rencontres |               | (0 - 0) |          | Spectateurs : 37 034 · Arbitrage : Jorge Larrionda · Photos du match · | Spectateurs : 37 034 · Arbitrage : Jorge Larrionda · Photos du match · |
| 15 juin 2010 · 16:00 (UTC+2) · Historique des rencontres | Rapport       |         |          | Spectateurs : 37 034 · Arbitrage : Jorge Larrionda · Photos du match · | Spectateurs : 37 034 · Arbitrage : Jorge Larrionda · Photos du match · |

| Côte d'Ivoire | Portugal |

| CÔTE D'IVOIRE :     |    |                |     |     |
|                     |    |                |     |     |
| Gardien de but      | 1  | Boubacar Barry |     |     |
|                     | 4  | Kolo Touré     |     |     |
|                     | 5  | Didier Zokora  |     | 7e  |
|                     | 8  | Salomon Kalou  | 66e |     |
|                     | 9  | Cheik Tioté    |     |     |
|                     | 10 | Gervinho       | 82e |     |
|                     | 15 | Aruna Dindane  |     |     |
|                     | 17 | Siaka Tiéné    |     |     |
|                     | 19 | Yaya Touré     |     |     |
|                     | 20 | Guy Demel      |     | 21e |
|                     | 21 | Emmanuel Eboué | 89e |     |
| Remplaçants :       |    |                |     |     |
|                     | 11 | Didier Drogba  | 66e |     |
|                     | 18 | Kader Keita    | 82e |     |
|                     | 13 | Romaric        | 89e |     |
| Sélectionneur :     |    |                |     |     |
| Sven-Göran Eriksson |    |                |     |     |

| PORTUGAL :      |    |                   |     |     |
|                 |    |                   |     |     |
| Gardien de but  | 1  | Eduardo           |     |     |
|                 | 2  | Bruno Alves       |     |     |
|                 | 3  | Paulo Ferreira    |     |     |
|                 | 6  | Ricardo Carvalho  |     |     |
|                 | 7  | Cristiano Ronaldo |     | 21e |
|                 | 8  | Pedro Mendes      |     |     |
|                 | 9  | Liédson           |     |     |
|                 | 10 | Danny             | 55e |     |
|                 | 16 | Raul Meireles     | 85e |     |
|                 | 20 | Deco              | 62e |     |
|                 | 23 | Fábio Coentrão    |     |     |
| Remplaçants :   |    |                   |     |     |
|                 | 11 | Simão             | 55e |     |
|                 | 19 | Tiago             | 62e |     |
|                 | 17 | Rúben Amorim      | 85e |     |
| Sélectionneur : |    |                   |     |     |
| Carlos Queiroz  |    |                   |     |     |

| Assistants : Pablo Fandino Mauricio Espinosa Quatrième arbitre : Martín Vázquez Cinquième arbitre : Miguel Nievas Homme du Match : Cristiano Ronaldo |

#### Portugal - Corée du Nord
| Match 30                                                 | Portugal                                                                                               | 7 - 0   | Corée du Nord | Cape Town Stadium, Le Cap                                         |                                                                   |
| 21 juin 2010 · 13:30 (UTC+2) · Historique des rencontres | Raul Meireles 29e · Simão 53e · Hugo Almeida 56e · Tiago 60e 89e · Liédson 81e · Cristiano Ronaldo 87e | (1 - 0) |               | Spectateurs : 63 644 · Arbitrage : Pablo Pozo · Photos du match · | Spectateurs : 63 644 · Arbitrage : Pablo Pozo · Photos du match · |
| 21 juin 2010 · 13:30 (UTC+2) · Historique des rencontres | Rapport                                                                                                |         |               | Spectateurs : 63 644 · Arbitrage : Pablo Pozo · Photos du match · | Spectateurs : 63 644 · Arbitrage : Pablo Pozo · Photos du match · |

| Portugal | Corée du Nord |

| PORTUGAL :      |    |                   |     |     |
|                 |    |                   |     |     |
| Gardien de but  | 1  | Eduardo           |     |     |
|                 | 2  | Bruno Alves       |     |     |
|                 | 6  | Ricardo Carvalho  |     |     |
|                 | 7  | Cristiano Ronaldo |     |     |
|                 | 8  | Pedro Mendes      |     | 39e |
|                 | 11 | Simão             | 74e |     |
|                 | 13 | Miguel            |     |     |
|                 | 16 | Raul Meireles     | 70e |     |
|                 | 18 | Hugo Almeida      | 77e | 70e |
|                 | 19 | Tiago             |     |     |
|                 | 23 | Fábio Coentrão    |     |     |
| Remplaçants :   |    |                   |     |     |
|                 | 14 | Miguel Veloso     | 70e |     |
|                 | 5  | Duda              | 74e |     |
|                 | 9  | Liédson           | 77e |     |
| Sélectionneur : |    |                   |     |     |
| Carlos Queiroz  |    |                   |     |     |

| CORÉE DU NORD : |    |               |     |     |
|                 |    |               |     |     |
| Gardien de but  | 1  | Ri Myong-guk  |     |     |
|                 | 2  | Cha Jong-hyok | 75e |     |
|                 | 3  | Ri Jun-il     |     |     |
|                 | 4  | Pak Nam-chol  | 58e |     |
|                 | 5  | Ri Kwang-chon |     |     |
|                 | 8  | Ji Yun-nam    |     |     |
|                 | 9  | Jong Tae-se   |     |     |
|                 | 10 | Hong Yong-jo  |     | 47e |
|                 | 11 | Mun In-guk    | 58e |     |
|                 | 13 | Pak Chol-jin  |     | 32e |
|                 | 17 | An Yong-hak   |     |     |
| Remplaçants :   |    |               |     |     |
|                 | 6  | Kim Kum-il    | 58e |     |
|                 | 15 | Kim Yong-jun  | 58e |     |
|                 | 16 | Nam Song-chol | 75e |     |
| Sélectionneur : |    |               |     |     |
| Kim Jong-hun    |    |               |     |     |

| Assistants : Patricio Basualto Francisco Mondria Quatrième arbitre : Jerome Damon Cinquième arbitre : Enock Molefe Homme du Match : Cristiano Ronaldo |

#### Portugal - Brésil
| Match 45                                                 | Portugal | 0 - 0   | Brésil | Moses Mabhida Stadium, Durban                                           |                                                                         |
| 25 juin 2010 · 16:00 (UTC+2) · Historique des rencontres |          | (0 - 0) |        | Spectateurs : 62 712 · Arbitrage : Benito Archundia · Photos du match · | Spectateurs : 62 712 · Arbitrage : Benito Archundia · Photos du match · |
| 25 juin 2010 · 16:00 (UTC+2) · Historique des rencontres | Rapport  |         |        | Spectateurs : 62 712 · Arbitrage : Benito Archundia · Photos du match · | Spectateurs : 62 712 · Arbitrage : Benito Archundia · Photos du match · |

| Portugal | Brésil |

| PORTUGAL :      |    |                   |     |     |
|                 |    |                   |     |     |
| Gardien de but  | 1  | Eduardo           |     |     |
|                 | 2  | Bruno Alves       |     |     |
|                 | 5  | Duda              | 54e | 25e |
|                 | 6  | Ricardo Carvalho  |     |     |
|                 | 7  | Cristiano Ronaldo |     |     |
|                 | 10 | Danny             |     |     |
|                 | 15 | Pepe              | 64e | 40e |
|                 | 16 | Raul Meireles     | 84e |     |
|                 | 19 | Tiago             |     | 31e |
|                 | 21 | Ricardo Costa     |     |     |
|                 | 23 | Fábio Coentrão    |     | 45e |
| Remplaçants :   |    |                   |     |     |
|                 | 11 | Simão             | 54e |     |
|                 | 8  | Pedro Mendes      | 64e |     |
|                 | 14 | Miguel Veloso     | 84e |     |
| Sélectionneur : |    |                   |     |     |
| Carlos Queiroz  |    |                   |     |     |

| BRÉSIL :        |    |                |     |     |
|                 |    |                |     |     |
| Gardien de but  | 1  | Júlio César    |     |     |
|                 | 2  | Maicon         |     |     |
|                 | 3  | Lúcio          |     |     |
|                 | 4  | Juan           |     | 25e |
|                 | 5  | Felipe Melo    | 44e | 43e |
|                 | 6  | Michel Bastos  |     |     |
|                 | 8  | Gilberto Silva |     |     |
|                 | 9  | Luís Fabiano   | 85e | 15e |
|                 | 13 | Daniel Alves   |     |     |
|                 | 19 | Júlio Baptista | 82e |     |
|                 | 21 | Nilmar         |     |     |
| Remplaçants :   |    |                |     |     |
|                 | 17 | Josué          | 44e |     |
|                 | 18 | Ramires        | 82e |     |
|                 | 23 | Grafite        | 85e |     |
| Sélectionneur : |    |                |     |     |
| Dunga           |    |                |     |     |

| Assistants : Héctor Vergara Marvin Torrentera Quatrième arbitre : Peter O'Leary Cinquième arbitre : Brent Best Homme du Match : Cristiano Ronaldo |

### Huitième de finale

#### Espagne  -  Portugal
| 29 juin 2010                              | Espagne                 | 1 - 0   | Portugal | Green Point Stadium, Le Cap                                            |                                                                        |
| 20:30 (UTC+2) · Historique des rencontres | ( Xavi) David Villa 63e | (0 - 0) |          | Spectateurs : 62 955 · Arbitrage : Héctor Baldassi · Photos du match · | Spectateurs : 62 955 · Arbitrage : Héctor Baldassi · Photos du match · |
| 20:30 (UTC+2) · Historique des rencontres | Rapport                 |         |          | Spectateurs : 62 955 · Arbitrage : Héctor Baldassi · Photos du match · | Spectateurs : 62 955 · Arbitrage : Héctor Baldassi · Photos du match · |

| Espagne | Portugal |

| ESPAGNE :          |    |                   |       |     |
|                    |    |                   |       |     |
| Gardien de but     | 1  | Iker Casillas     |       |     |
|                    | 3  | Gerard Piqué      |       |     |
|                    | 5  | Carles Puyol      |       |     |
|                    | 6  | Andrés Iniesta    |       |     |
|                    | 7  | David Villa       | 88e   |     |
|                    | 8  | Xavi              |       |     |
|                    | 9  | Fernando Torres   | 58e   |     |
|                    | 11 | Joan Capdevila    |       |     |
|                    | 14 | Xabi Alonso       | 90+3e | 74e |
|                    | 15 | Sergio Ramos      |       |     |
|                    | 16 | Sergio Busquets   |       |     |
| Remplaçants :      |    |                   |       |     |
|                    | 19 | Fernando Llorente | 58e   |     |
|                    | 18 | Pedro             | 88e   |     |
|                    | 4  | Carlos Marchena   | 90+3e |     |
| Sélectionneur :    |    |                   |       |     |
| Vicente del Bosque |    |                   |       |     |

| PORTUGAL :      |    |                   |     |     |
|                 |    |                   |     |     |
| Gardien de but  | 1  | Eduardo           |     |     |
|                 | 2  | Bruno Alves       |     |     |
|                 | 6  | Ricardo Carvalho  |     |     |
|                 | 7  | Cristiano Ronaldo |     |     |
|                 | 11 | Simão             | 72e |     |
|                 | 15 | Pepe              | 72e |     |
|                 | 16 | Raul Meireles     |     |     |
|                 | 18 | Hugo Almeida      | 58e |     |
|                 | 19 | Tiago             |     | 80e |
|                 | 21 | Ricardo Costa     |     | 89e |
|                 | 23 | Fábio Coentrão    |     |     |
| Remplaçants :   |    |                   |     |     |
|                 | 10 | Danny             | 58e |     |
|                 | 9  | Liédson           | 72e |     |
|                 | 8  | Pedro Mendes      | 72e |     |
| Sélectionneur : |    |                   |     |     |
| Carlos Queiroz  |    |                   |     |     |

| Assistants : Ricardo Casas Hernan Maidana Quatrième arbitre : Carlos Batres Cinquième arbitre : Carlos Pastrana Homme du Match : Xavi |